# Jerailly Wielzen
Jerailly Wielzen (Rotterdam, 26 november 2002) is een Nederlands voetballer die als aanvaller voor FC Dordrecht speelt.

## Carrière
Jerailly Wielzen speelde in de jeugd van RSV HION, VV Hillegersberg, Feyenoord, Sparta Rotterdam en FC Dordrecht. In de zomer van 2021 sloot hij bij de eerste selectie van Dordrecht aan. Hij debuteerde in het betaald voetbal op 6 augustus 2021, in de met 1-1 gelijkgespeelde thuiswedstrijd tegen Jong PSV. Hij kwam in de 55e minuut in het veld voor Mathis Suray. Hij maakte in het seizoen 2021/22 vooral minuten als invaller op de links- en rechtsbuitenpositie, maar begon ook enkele wedstrijden als bassispeler als gelegenheidsrechtsback.

### Statistieken
| Seizoen                      | Club           | Land           | Competitie     | Competitie | Competitie | Beker | Beker | Totaal | Totaal |
| Seizoen                      | Club           | Land           | Competitie     | Wed.       | Dlp.       | Wed.  | Dlp.  | Wed.   | Dlp.   |
| ---------------------------- | -------------- | -------------- | -------------- | ---------- | ---------- | ----- | ----- | ------ | ------ |
| 2021/22                      | FC Dordrecht   | Nederland      | Eerste divisie | 15         | 0          | 1     | 0     | 16     | 0      |
| Carrièretotaal               | Carrièretotaal | Carrièretotaal | Carrièretotaal | 15         | 0          | 1     | 0     | 16     | 0      |
| Bijgewerkt op 8 januari 2022 |                |                |                |            |            |       |       |        |        |